# Clifford (Dakota del Nord)
Clifford és una població dels Estats Units a l'estat de Dakota del Nord. Segons el cens del 2000 tenia 51 habitants.

## Demografia
Segons el cens del 2000, Clifford tenia 51 habitants, 21 habitatges, i 12 famílies. La densitat de població era de 140,7 hab./km².
Dels 21 habitatges en un 28,6% hi vivien nens de menys de 18 anys, en un 61,9% hi vivien parelles casades, en un 0% dones solteres, i en un 38,1% no eren unitats familiars. En el 28,6% dels habitatges hi vivien persones soles el 9,5% de les quals corresponia a persones de 65 anys o més que vivien soles. El nombre mitjà de persones vivint en cada habitatge era de 2,43 i el nombre mitjà de persones que vivien en cada família era de 3,08.
Per edats la població es repartia de la següent manera: un 23,5% tenia menys de 18 anys, un 13,7% entre 18 i 24, un 35,3% entre 25 i 44, un 17,6% de 45 a 60 i un 9,8% 65 anys o més.
L'edat mediana era de 32 anys. Per cada 100 dones de 18 o més anys hi havia 178,6 homes.
La renda mediana per habitatge era de 43.750 $ i la renda mediana per família de 39.375 $. Els homes tenien una renda mediana de 28.750 $ mentre que les dones 16.250 $. La renda per capita de la població era de 16.932 $. Cap de les famílies estaven per davall del llindar de pobresa.

## Poblacions més properes
El següent diagrama mostra les poblacions més properes.